# Geodia cydonium
Geodia cydonium es una especie de esponjas gigantes del género Geodia. Fue descrita por primera vez en 1767 por Carlos Linneo, aunque su nombre actual se le atribuye a Jameson (1811).

## Forma
Posee un color amarillo-grisáceo en el exterior y naranja en el interior (sin algas que la recubran, en cuyo caso sería de un color pardo oscuro). Posee una forma algo aplastada y redondeada. Posee una superficie híspida, en gran parte lisa, pero a menudo incrustada de conchas y guijarros, además de poseer sedimentos. Los ósculos (de entre 1,5 y 2 mm de diámetro) suelen encontrarse separados entre sí y ligeramente hundidos. Consistencia dura pero frágil, siendo ligeramente comprimibles. Suelen medir más de 30 cm.

## Espículas
- Sus macoscleras están constituidas por enormes oxas, fusiformes, ocasionalmente modificadas a estilos y estridencias (250-600 x 7-10 µm); oxas corticales (250-600 x 7-10 µm); protrienas (1200-6000 x 60-100 µm); ortotrienas y anatrienas; mesodianos y mesotrianos (700-4600 x 6-20 µm).
- Sus microscleras están constituidas por esterrásteres, globulares (30-70 µm); quiastros con pocos rayos cilíndricos (10-20 µm); esferásteres (10-20 µm); y oxiásteres (15-40 µm).

## Esqueleto
- Ectosoma: córtex claramente distinto del coanodermo, de 2 mm de espesor. Las espículas son microesferas y microxeas, y los protrianos salientes que causan la hispidación; la corteza es transportada por los cladomas de los trianos subcorticales.
- Coanodermo: disposición radial de las oxas y los trianos, con oxiastros dispersos.

## Alimentación
Poseen alimentación por filtración principalmente de a base de plancton (trofismo 2 - 2.19).

## Diversidad
La especie cuenta con una subespecie, Geodia cydonium aegagropila (Corriero, 1989). Durante un tiempo, además, se incluyó a Geodia cydonium f. berryi (Sollas, 1888) también como subespecie, pero se ha separado y su acepción final ha sido la de Geodia berryi (Sollas, 1888).

## Hábitat y distribución

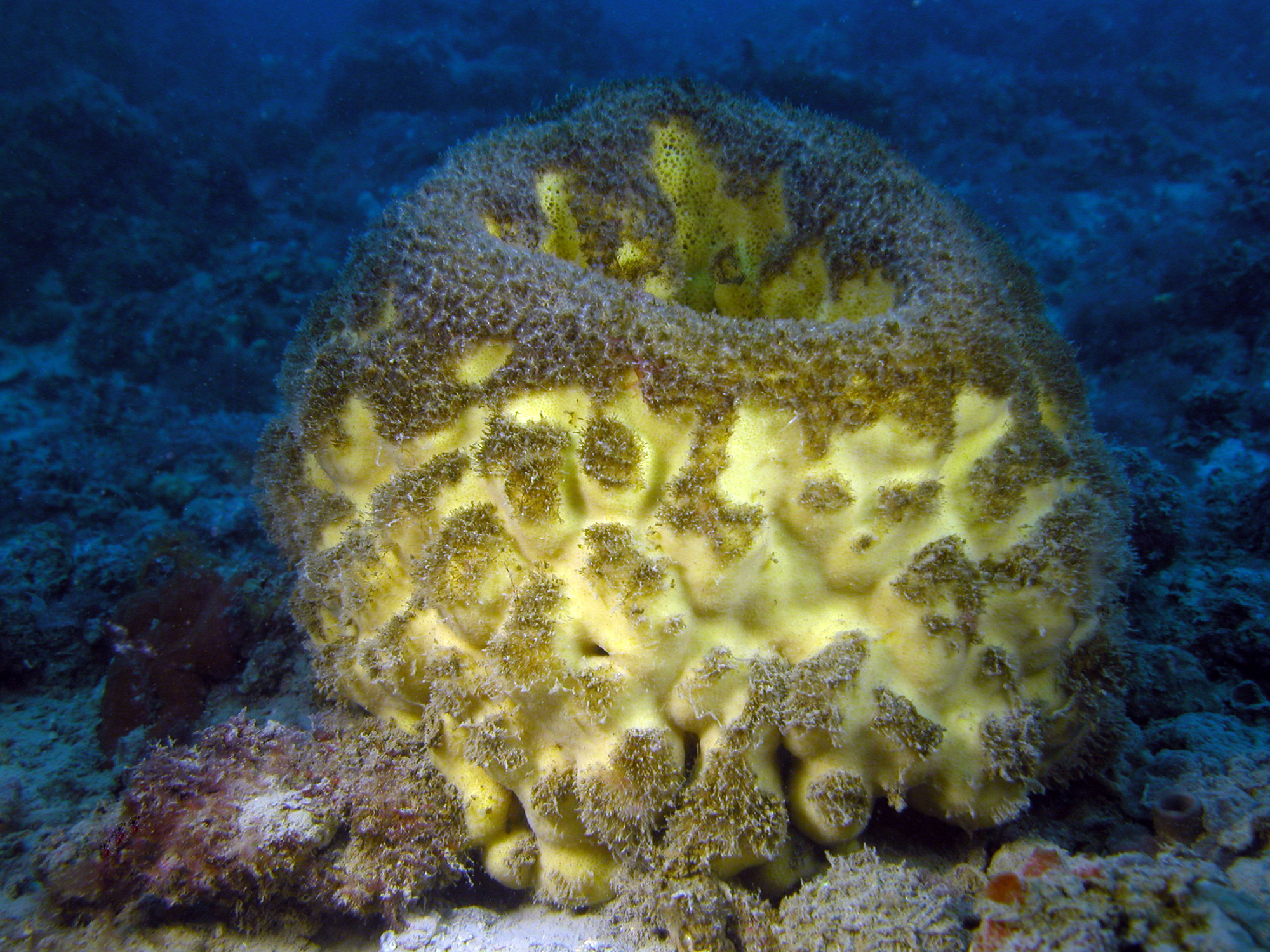
Geodia cydonium en su hábitat natural

Vive en fondos umbríos cercanos a la superficie (entre unos 80 - 94 m). Su sustrato bentónico es sésil, mientras que en el del fondo es rocoso. Ha sido avistado en las siguientes localizaciones (todas zonas sublitorales):
- Mar del Norte
- Mar Adriático
- Mar Egeo
- Islas Azores
- Islas Canarias
- Islas Madeira
- Mar Céltico
- Golfo de Guinea Occidental
- Mar Jónico
- Mar Levantino
- Sur de Noruega
- Golfo de Sidra
- Mediterráneo Occidental

## Taxonomía
El nombre actual, considerado válido, se basa en Alcyonium cydonium, acuñado por Jameson en 1811. Es un homónimo júnior de Alcyonium cydonium (Linnaeus, 1767), que pertenece al género Hymeniacidon, y también de Alcyonium cydonium sensu (Müller, 1796). Por esa razón, este último nombre fue reemplazado por Fleming en 1828 con el nombre de Cydonium muelleri. Sin embargo, como se ha demostrado que A. cydonium de Müller no era una esponja, este nombre de reemplazo no está disponible para la especie actual. Alcyonium cydonium, de Jameson, sí era una Geodia, claramente diferente del A. cydonium de Linnaeus (=Hymeniacidon), y por lo tanto está disponible como Geodia cydonium.

### Etimología
Geodia: Nombre genérico usado que procede del griego geōdēs = "como la tierra" + -ia, del latín moderno.
cydonium: epíteto latino que hace referencia a Cidonia, antigua ciudad de Creta (Grecia).

## Conservación
Actualmente esta especie se encuentra entre especies protegidas por la UICN. Adicionalmente, el comité italiano de la UICN incluye a esta especie se ha incluido en la lista roja de especies en peligro. En España, a la especie se le ha incluido en la categoría de especies amenazadas en el Convenio de Barcelona y en el Convenio de Berna, pero no se la incluye en las especies amenazadas a nivel nacional.

## Relación con el hombre
Actualmente, se están llevando a cabo estudios en los que se investiga la capacidad de medicamentos creados a partir del metanol extraído de esponjas como Geodia cydonium para tratar distintos tipos de cáncer (como el cáncer de mama), al observarse capacidad antiinflamatoria para algunos de los grupos celulares afectados.